# Jižní Rusko (1919–1920)
Jižní Rusko nebo Jih Ruska (rusky Юг Росси́и, Yug Rossii) byl krátkodobý kvazistát v době ruské občanské války. Státní útvar vznikl 8. ledna 1919 na území Ruska ovládaném Ozbrojenými silami Jižního Ruska Bílého hnutí. Státní útvar se rozprostíral na územích dnešní Ukrajiny, Krymu, Kubáně, Severního Kavkazu, černozemské oblasti, Povolží a okolí řeky Donu. V sovětské historiografii bývá někdy označován jako „Bílý jih“. 

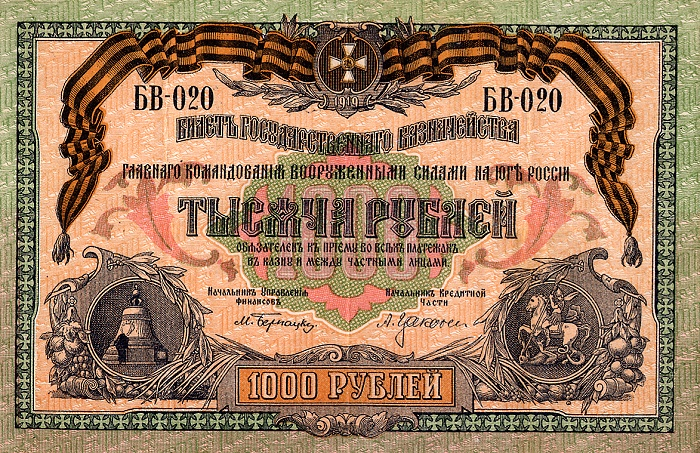
Bankovka Ozbrojených sil Jižního Ruska v hodnotě tisíce rublů

Jihoruská vláda se sídlem v Novorossijsku byl vojenský režim vytvořený v lednu 1919 za účelem odporu proti bolševikům. O necelý měsíc později byli bělogvardějci nuceni se z Novorossijsku evakuovat, rozpustit vládu včetně ozbrojených sil. Moc přešla na generála Pjotra Nikolajeviče Wrangela, který v dubnu v Sevastopolu ustanovil novou vládu Jižního Ruska a novou ruskou armádu, známou také jako Wrangelova krymská armáda. Po omezenou dobu se dařilo Krym před útoky bolševiků uhájit. Nakonec v listopadu 1920 byl zlomen poslední odpor Bílého hnutí a Krym dobyt Rudou armádou.